# Warlords (игра, 1989)
Warlords — первая часть одноименного стратегического сериала, выпущенная австралийской компанией Strategic Studies Group в 1989 году.
Игра вышла в Австралии на PC 6 декабря 1989 года, а выпуск в США произошёл неделей позже. В Великобритании игра вышла перед Рождеством. Версия для Amiga вышла в начале 1990 года.
В 2010 вышла версия игры для iPhone. Игра разрабатывалась ALSEDI Group по лицензии Infinite Interactive.

## Разработка
Игру создал австралийский программист Стив Фокнер. Написание игры заняло у него 4 месяца. Игра была частично основана на Empire Уолтера Брайта и Марка Болдуина и настольной AD&D игре Dragons of Glory. Переход от вида сверху на глобальной карте к сражениям с 2,5-мерной графикой был вдохновлен игрой The Lords of Midnight Майка Синглтона.
Когда игра была готова, в поисках издателя Фокнер начал рассылать демо-версию разным компаниям, но большинство из них не были в ней заинтересованы. Одной из компаний, которой Фокнер предлагал свою игру, была Strategic Studies Group из Сиднея. Сначала SSG не хотели издавать Warlords, так как она сильно отличалась от варгеймов, на которых специализировалась компания, но игра очень понравилась Алексу Трауту, сыну президента компании Йена Траута и они взялись за проект.
Несмотря на то, что у Warlords уже был довольно хороший игровой процесс, Strategic Studies Group провели несколько месяцев за доработкой игры. Роджер Китинг, знаменитый своим программированием искусственного интеллекта, вместе со Стивом Фокнером дорабатывали ИИ игры и другие элементы игрового процесса. Игровая механика Фокнера была заменена военной механикой SSG. Разработчики также хотели добавить в игру «туман войны», но отказались от этой идеи. «Туман войны» появился только во второй части игры.
В игре была использована 4-битная графика (16 цветов). Графические изображения в игре были созданы Грэмом Уиттлом, а коробку игры проиллюстрировал Ник Стейтопулос.

## Игровой процесс

Геймплей игры

В игре 8 противоборствующих сторон: Sirians, Storm Giants, Grey Dwarves, Orcs of Kor, Elvallie, The Selentines, Horse Lords и Lord Bane. Стороны различаются местом расположения и количеством золота в начале. Также в начале игры имеет значение, какие воины производятся в столице. Местность (карта) всего одна — земля под названием «Иллурия» (109 клеток — ширина, 156 — высота). Карта «Иллурия» входила во все последующие части Warlords в виде сценария.
Цель игры — захватить все города противника. При игре против компьютера после захвата половины городов противники предлагают мирное соглашение. Игрок может принять мир и все города станут его автоматически, либо отклонить и игра продолжится до полного уничтожения противников.
Города в игре приносят доход, а также являются источником новых армий. Город может производить до четырёх различных типов воинов. У каждого воина своя стоимость и время производства. Солдатам, состоящим у игрока на службе, необходимо платить жалование.
В игре есть особые воины — герои. Армии, в которой находится герой, добавляются бонусы к силе, зависящие от уровня лидерства героя. Также герои могут исследовать руины, в которых можно найти особых воинов, либо сразиться со стражем руин и получить награду в виде золота или артефакта. Герой может летать на летающих воинах.
Артефакты, найденные в руинах, увеличивают один из двух параметров героя: личная боевая мощь и лидерские качества, второе влияет на силу воинов, находящихся в одной группе с героем. В своём инвентаре герой может носить сколько угодно артефактов. Если герой гибнет, то его артефакты остаются на месте его гибели в виде мешочка, который может подобрать любой другой герой. Герои одного игрока также могут передавать артефакты друг другу.
На карте существуют различные типы земли, которые стоят разного количества очков передвижения. У многих воинов есть бонусы к передвижению по особым типам земли. Сухопутные воины могут передвигаться по воде с помощью корабля. Летающие воины могут передвигаться по всем типам местности.
Игра поддерживает многопользовательскую игру в режиме «Hotseat» до восьми игроков одновременно.

### Сражения
Битва в игре автоматическая, и игрок не может повлиять на её исход, когда она уже началась. Все воины выходят в бой по очереди. В битве воину присваивается случайное число от 1 до 12, которое прибавляется к его силе. Если воин защищает город, то очки защиты тоже прибавляются. У какого воина суммарный показатель будет выше, тот и победит.

### Объекты на карте

#### Города
Города — основной элемент игры. Каждый город уникален и эта уникальность заключается в возможности производства разных воинов с разными характеристиками. Защитный уровень города снижается после каждой смены его владельца. Уровень защиты города может быть повышен за определённую сумму золота.
У каждой противоборствующей стороны есть столица. С просмотра её продукции начинается ход игрока. Статус столицы можно назначить любому городу через игровое меню.
Название многих городов в игре — отсылки к произведениям Джона Толкина и другим писателям жанра фэнтези.

#### Руины
В руинах можно получить золото, артефакты; найти золотой трон или союзников. В руинах обитают стражи, с которыми герою нужно сразиться (если они не захотят присоединиться к герою). Обследовать руины могут только герои. Если герой погиб в руинах, то руины остаются не обследованными и их можно обследовать ещё раз. На карте руин не обследованные руины обозначаются как квадраты белого цвета, а обследованные — как квадраты красного.

#### Храмы
Храмы увеличивают силу воинов, и посещать их можно всем видам войск, а не только героям. На карте храмы обозначаются как квадраты зелёного цвета.

#### Библиотеки
В библиотеках можно получить золото (один раз за игру), а также узнать содержимое случайных руин. На карте библиотеки обозначаются, как и руины.

#### Башни
Башни добавляют бонус к силе обороняющихся. Когда воины проходят рядом с башней, она автоматически переходит во владения того игрока, которому принадлежали эти воины. Башню может построить любой воин за 100 золотых монет.

### Войска
Каждый город производит продукцию — до четырёх типов боевых единиц. Продукцию из одного города можно сразу направлять в другие города. Независимо от расстояния между городом-производителем и городом-приемником, на свой путь войска потратят два хода. Все города, находящиеся рядом с морем или реками, производят корабли. Воины одного типа могут существенно отличаться друг от друга по силе и максимальному количеству ходов, в зависимости от того, в каком городе они были произведены.
- Войска, производимые в городах.
  - Light Infantry (легкая пехота) — самый распространённый тип войск в начале игры. Слабые воины, но дешёвые и быстро производимые. Производятся по всей карте.
  - Elven Archer (эльфийские лучники) — производятся, в основном, в замках возле эльфийской столицы. Обладают высокой скоростью и проходимостью через леса.
  - Heavy Infantry (тяжёлая пехота) — обычно сильнее, чем лёгкая пехота, но производятся и ходят медленнее.
  - Wolf Riders (наездники на волках) — производятся, преимущественно, у орков и Лорда Бейна и широко используются орками. По силе сопоставимы с тяжёлой пехотой (в городе Балад Наран вблизи столицы «красных» Orcs of Kor производятся волки силы 6, что есть максимальная сила для тяжёлой пехоты, обычная сила для гигантов и вообще максимальное значение силы не-магических воинов), но очков передвижения у них намного больше.
  - Giant Warriors (воины-гиганты) — вооружённые кувалдами бойцы. Сильные, и, обычно, дорогие воины. Дешёвые они только в столице Storm Giants. Широко используются Storm Giants. Хорошо передвигаются по холмам.
  - Dwarven Legion (легион гномов) — гномы, вооружённые секирами. По параметрам похожи на тяжёлую пехоту. Производятся в основном в городах рядом со столицей Grey Dwarves. Хорошо передвигаются по холмам.
  - Cavalry (кавалерия) — быстрые и сильные воины. Параметры могут сильно разниться. Самые быстрые и быстро производящиеся конники в столице Horse Lords.
  - Pegasi (пегасы) — не очень сильные летающие воины. Производятся долго и стоят дорого.
  - Griffins (грифоны) — летающие воины, немного сильнее и быстрее пегасов, но встречаются в меньшем количестве городов.
  - Navy (флот) — единственный способ перемещать не героев и не летающих воинов по воде. Строятся долго, но обладают большим количеством очков передвижения и силой.
- Союзные (магические) войска. Обладают специальными бонусами. Такие войска приходят с новыми героями и их можно найти в руинах.
  - Undead (мертвецы) — сильные воины, но, по сравнению с другими специальными войнами, самые слабые.
  - Demons (демоны) — не сильно отличаются от мертвецов (призраков) по силе, но очков передвижения имеют больше.
  - Devils (дьяволы) — очень сильные воины.
  - Wizards (волшебники) — относительно слабые воины, обладающие огромным количеством очков передвижения (примерно впятеро больше, чем у лёгкой пехоты).
  - Dragons (драконы) — единственный воин, обладающий специальным бонусом и бонусом полёта. Очень сильный воин.

## Искусственный интеллект
В игре есть 4 уровня сложности искусственного интеллекта:
- Knight — очень слабый противник. Не обыскивает руины, ведет предсказуемую игру.
- Baron — посылает героев на обыскивание руин, а затем посылает найденных союзников атаковать нейтральные и незащищённые города.
- Lord — активно использует корабли и летающие боевые единицы, чтобы атаковать противников в тыл.
- Warlord — укрепляет города и использует храмы для усиления войск.

## Модификации
Несмотря на то, что сама игра не предоставляла никаких возможностей для создания новых сценариев или модификации игрового процесса, силами игроков были созданы редакторы карт, а также модификации, изменяющие игровую механику.

## Связь с творчеством Толкина
Карта Иллурии является зеркально отражённой картой мира «Властелина Колец» — главная река течет с юга на север, у Толкина ровно наоборот.
Многие столицы государств по местоположению соответствуют государствам из «Властелина Колец»: Lord Bane — Саурону в Мордоре, Horse Lords — всадникам Рохана (в оригинале тоже называются Horse Lords, в русских переводах это утрачено), и так далее.
Расы участников войны также соответствуют (кроме гигантов) расам мира Толкина.
Названия городов даны в строгом соответствии с изобретенным Толкином эльфийским языком синдарин и названиями из толкиновского мира «Сильмариллиона» и «Властелина Колец». У Толкина были географические названия Angmar и Angband — в игре есть город Angbar, у Толкина был Menegroth — в игре есть Meneloth и так далее.